# Crocanthemum
Crocanthème
Genre
Crocanthemum, le Crocanthème, est un genre de plantes à fleurs de la famille des Cistaceae. Il comprend une vingtaine d'espèces originaires des Amériques, dont l'espèce type Crocanthemum carolinianum. Ce sont des herbacées, vivaces ou des sous-arbrisseaux, d'une hauteur de 4 à 80 cm. Les tiges sont non dimorphes, velues, généralement munies de quelques poils (chasmogames), et cléistogames.

## Liste des espèces
Selon GBIF (10 juin 2021) :
- Crocanthemum aldersonii (Greene) Janch.
- Crocanthemum arenicola (Chapm.) Barnhart
- Crocanthemum argenteum (Hemsl.) Janch.
- Crocanthemum berlandieri (Briq.) Janch.
- Crocanthemum bicknellii (Fernald) Janch.
- Crocanthemum brasiliensis Spach
- Crocanthemum canadense (L.) Britton
- Crocanthemum canadense Linnaeus, 1753
- Crocanthemum carolinianum (Walter) Spach
- Crocanthemum chihuahuaense (S.Watson)
- Crocanthemum concolor (J.G.Ortega)
- Crocanthemum corymbosum (Michx.) Britton
- Crocanthemum dumosum E.P.Bicknell
- Crocanthemum georgianum (Chapm.) Barnhart
- Crocanthemum glomeratum (Lag.) Janch.
- Crocanthemum greenei (B.L.Rob.) Sorrie
- Crocanthemum hirutissimum Janch., 1925
- Crocanthemum nashii (Britton) Barnhart
- Crocanthemum nutans (Brandegee) Janch.
- Crocanthemum patens (Hemsl.)
- Crocanthemum pennellii Morton
- Crocanthemum pringlei (S.Watson) Janch.
- Crocanthemum propinquum (E.P.Bicknell) E.P.Bicknell
- Crocanthemum pugae (Calderón)
- Crocanthemum rosmarinifolium (Pursh) Janch.
- Crocanthemum scoparium Millsp.
- Crocanthemum stipulatum Janch.
- Crocanthemum suffrutescens (B.Schreib.) Sorrie

## Systématique
Ce genre est décrit en 1836 par le botaniste français Édouard Spach, pour l'espèce type Crocanthemum carolinianum, initialement classée dans le genre Cistus sous le basionyme Cistus carolinianus, par le botaniste américain Thomas Walter en 1788.
Ce taxon porte en français le normalisé « Crocanthème ».
Les genres suivants sont synonymes de Crocanthemum :
- Heteromeris Spach
- Trichasterophyllum Willd. ex Link

Crocanthemum pourrait être synonyme de Helianthemum,.